# Municipio de Rock Creek (condado de Huntington)
El municipio de Rock Creek (en inglés: Rock Creek Township) es un municipio ubicado en el condado de Huntington en el estado estadounidense de Indiana. En el año 2010 tenía una población de 1350 habitantes y una densidad poblacional de 14,15 personas por km².

## Geografía
El municipio de Rock Creek se encuentra ubicado en las coordenadas 40°47′21″N 85°23′45″O / 40.78917, -85.39583. Según la Oficina del Censo de los Estados Unidos, el municipio tiene una superficie total de 95.42 km², de la cual 94,31 km² corresponden a tierra firme y (1,16 %) 1,11 km² es agua.

## Demografía
Según el censo de 2010, había 1350 personas residiendo en el municipio de Rock Creek. La densidad de población era de 14,15 hab./km². De los 1350 habitantes, el municipio de Rock Creek estaba compuesto por el 98,96 % blancos, el 0,59 % eran afroamericanos, el 0,22 % eran asiáticos y el 0,22 % eran de una mezcla de razas. Del total de la población el 0,22 % eran hispanos o latinos de cualquier raza.